# Бутенко Борис Аполлонович
Борис Бутенко (рік народження невідомий , Херсонська губернія — 1926 р. або 9 грудня 1940, Будапешт) — міністр шляхів сполучень Української Держави (3 травня — 14 листопада 1918 р.).

## Початок діяльності
Закінчив Петербурзький інститут інженерів шляхів сполучень. У 1906 член технічної наради при управлінні Кавказького намісника. З утворенням у 1909 р. акціонерної компанії «Подільська залізниця» брав участь у її будівництві, очолював паровозне депо станції Гречани, у 1917 р. — керуючий справами Подільської залізниці, управління якої у роки війни знаходилося у Святошині.

## Членство в Українській Центральній Раді
В історичній літературі зустрічаються відомості про те, що Б. Бутенко був членом Української Центральної Ради. Дійсно станом на серпень 1917 р. в її офіційному списку у розділі «Від національних меншостей» серед понад сто єврейських, польських прізвищ значиться Бутенко, без імені чи ініціалів. Якщо припустити, що це справді Б. Бутенко, то виникає питання: чому він увійшов до УЦР за квотою нацменшин і настільки чітко ідентифікував себе українцем?
Більше жодного разу це прізвище в документах Центральної Ради не зустрічається. В інших матеріалах фігурує Бутенко — представник Київського обласного комітету партії кадетів, який брав участь у квітневому загальнопартійному з'їзді і виступив проти українізації. Очевидно, все ж був й інший Бутенко.

## Гетьманський переворот
У 1918 — член Української народної громади, яка підготувала і здійснила гетьманський переворот у квітні 1918 року на чолі з гетьманом Павлом Скоропадським. За гетьманату — з 3 травня до 14 листопада — міністр шляхів.

## Міністр шляхів сполучень
На цій посаді він відновив нормальну роботу усіх залізниць країни, яку було порушено бойовими діями. Перед тим міжпартійна нарада соціал-демократів, соціалістів-революціонерів та самостійників виступила проти призначення Бутенка на посаду міністра, вважаючи його українофобом. Однак Бутенко як міністр сприяв українізації Міністерства шляхів, розвитку залізничної справи в Україні, зокрема, розпочав ремонт залізничних колій, паротягів, вагонів, боровся зі страйками. За особистою ініціативою створив комісію із вироблення української технічної термінології для залізниць.
Відомий тим, що наказав апарату свого міністерства листуватися з міністром торгівлі французькою мовою. Через скарги останнього, що «ввиду значительного распространения русского языка в мире, отдаем предпочтение оному в официальной документации».
Серед чиновництва була антиукраїнська опозиція, що відверто саботувала перехід на державну мову інституцій міністерств. Для зміни ситуації у відомстві, 17 травня Бутенко видає окремий Наказ про українізацію Міністерства шляхів, зміст якого вказує на небажання певних кіл державних службовців опановувати на спеціальних курсах державну мову та на здійснення ними тиску на підлеглих. Попри все, над окремими урядовцями та службовцями тяжів інертний комплекс малоросійства. Такий стан речей примусив міністра знову вдатися до окремого розпорядження від 15 липня до посадових осіб всіх щаблів керівництва роботою шляхами сполучень, що наголошувало на беззаперечній українізації урядового листування.
| "Кожний транспортник, котрий отримає із міністерства розпорядження не державною (українською) мовою, повинен, не читаючи, відправити такий папірець назад у міністерство". | Це рядки з наказу Бориса Бутенка, міністра шляхів в уряді гетьмана Павла Скоропадського 1918 року.
29 липня 1918 року виданий наказ міністра шляхів Б.Бутенка про утворення термінологічної комісії, на яку покладалося завдання розробити й перекласти українською мовою фахову лексику та документацію у галузі шляхової справи. Водночас засновувався «Термінологічний збірник міністерства шляхів», що одержував статус урядового органу й усі вміщені у ньому пропозиції щодо термінології та ведення документації були обов'язковими для виконання. Того ж дня на засіданні Ради міністрів Української Держави Голова уряду Федір Лизогуб повідомив про замах на міністра шляхів сполучень Бориса Бутенка, що стався цього дня.
Російські «Известия» констатували — вже до 5 вересня 1918 «на всіх станціях українських залізниць вивішено їхні назви українською мовою». Запеклі українофоби звільнялися з посад без права повернення на місце праці. На жовтень 1918 було звільнено з роботи без права повернення на залізницю 42 службовці Південно-Західної залізниці «за те, що вони відмовилися вивчати українську мову» — «Известия». Така політика істотно вплинула на темпи українізації в міністерських інституціях.

## Еміграція
у 1919 р. виїхав з України і навіть користувався підтримкою урядовців УНР. В. Винниченко звинувачував міністра закордонних справ УНР В. Темницького у тому, що той відмовив профінансувати капелу Кошиця і водночас видав «кілька сот тисяч корон відомому реакціонерові, колишньому гетьманському міністрові Бутенку. Цей Бутенко за ці гроші виїхав у Берлін і провадив там контрреволюційну і антиукраїнську роботу».
Емігрувавши до Німеччини, Б. Бутенко спочатку намагався співпрацювати з П. Скоропадським, але згодом зблизився з колишнім гетьманським писарем Іваном Полтавцем-Остряницею. Входив до Українського національного вільнокозацького товариства (УНАКОТО), яке ставило за мету «відбудову Української суверенної (союзної) держави на всіх землях заселених українським народом». Співпрацював з В. Габсбургом (Василем Вишиваним). Водночас разом з І. Полтавцем-Остряницею шукав порозуміння з російськими монархічними колами.
У травні 1921 брав участь у міжнародному з'їзді російських монархістів у Райхенгалле. Був виключений з УНАКОТО. Останні роки життя мешкав у Будапешті, де й помер 9 грудня 1940 р.

## Вшанування пам'яті
8 травня 2023 року у місті Покровськ Донецької області вулицю Комарова перейменували на вулицю Бориса Бутенка